# Rudolf Steinkopff
Rudolf Steinkopff (* 5. Oktober 1813 in Großörner; † 19. März 1888 in Dessau) war ein anhaltischer Verwaltungsbeamter.

## Leben
Rudolf Steinkopff wurde als Sohn des Hofkammerrats in Bernburg Ferdinand Steinkopff geboren.  Nach dem Besuch des Gymnasiums in Bernburg studierte er an den Universitäten Bonn und Berlin Rechts- und Staatswissenschaften. 1834 wurde er Mitglied des Corps Borussia Bonn. Er wurde zum D. theol. promoviert. Nach dem Studium trat er in den anhaltischen Staatsdienst ein. Zuletzt war er herzoglicher anhaltischer Konsistorialpräsident.

## Auszeichnungen
- Steinkopff trug den Titel Exzellenz.